# Sant Julià de Granollers de Rocacorba
Sant Julià de Granollers de Rocacorba és una església de Sant Martí de Llémena (Gironès) inclosa a l'Inventari del Patrimoni Arquitectònic de Catalunya.

## Descripció
Capella d'una sola nau, amb absis de punt rodó i galilea de sostre de cairats de fusta i pilars de pedra cantoners que aixopluga la porta semidovellada de pedra, amb un òcul circular al damunt. Coberta amb teulat a dues aigües i carener perpendicular a la façana principal.
Al costat dret s'hi ha afegit la sagristia de planta rectangular i teulat a un vessant. La façana es clou amb un campanar d'espadanya d'arc de mig punt.
Era arrebossada però ha caigut. El cairat principal de la galilea és fet de pòrtland.